# Eudoxia de Kiev
Eudoxia de Kiev (en russe : Евдоксия Изяславна et en ukrainien : Євдокія Ізяславна ; en polonais : Eudoksja Izjasławówna), née vers 1131 et morte vers 1187, est une princesse de la dynastie des Riourikides, fille du grand-prince Iziaslav II de Kiev. En 1154, elle épouse Mieszko III le Vieux et devient ainsi duchesse de Pologne de 1173 à 1177.

## Biographie
Elle est la fille de Iziaslav II (mort en 1154), grand-prince de Kiev à partir de 1146, et de sa première épouse (morte en 1151), d'après certaines sources Agnès(?) de Hohenstaufen, une fille du roi Conrad III.

## Mariage et descendance
En 1154, Eudoxia épouse Mieszko III (mort en 1202), prince de la maison Piast, à ce temps duc de Grande-Pologne. La première épouse de Mieszko, Élisabeth de Hongrie était décédé peu avant.
Ils ont six enfants :
- Boleslas (1159-1195), duc de Cujavie ;
- Mieszko le Jeune (1160/1165-1193), duc de Kalisz ;
- Ladislas III Jambes Grêles (1161/1166-1231), princeps de Pologne ;
- Salomé (1162/1164-?), épouse du prince Racibor de Poméranie ;
- Anastasie (avant 1164-après 1240), épouse du duc Bogusław Ier de Poméranie ;
- Zwinisława (avant 1168-1240).

Pendant la période de « démembrement territorial » (rozbicie dzielnicowe) dans le royaume de Pologne, Mieszko a succédé à son frère aîné Boleslas IV sur le trône à Cracovie en 1173. Impliqué dans des conflits dynastiques des Piast, il a été expulsé par son premier-né fils Odon, issu de son mariage avec Élisabeth de Hongrie, et par son frère cadet Casimir II. Eudoxia suivit son mari en exil.
En 1181, Mieszko peut regagner le duché de Grande-Pologne avec le soutien de son beau-fils Bogusław de Poméranie.

## Sources
- (en) Cet article est partiellement ou en totalité issu de l’article de Wikipédia en anglais intitulé « Eudoxia of Kiev » (voir la liste des auteurs).